# Okręg wyborczy Reid
Okręg wyborczy Reid (ang. Division of Reid) – jednomandatowy okręg wyborczy do Izby Reprezentantów Australii, położony na zachód od ścisłego centrum Sydney. Okręg powstał w 1922, zaś jego patronem jest George Reid, który pełnił zarówno urząd premiera Australii, jak i premiera Nowej Południowej Walii. 

## Lista posłów
| okres urzędowania | poseł           | przynależność |
| ----------------- | --------------- | --- |
| 1922-1931         | Percy Coleman   | Australijska Partia Pracy |
| 1931-1940         | Joe Gander      | Australijska Partia Pracy (Nowej Południowej Walii) (1931-1936) Australijska Partia Pracy (1936-1940) Australijska Partia Pracy (Niekomunistyczna) (1940) |
| 1940-1946         | Charles Morgan  | Australijska Partia Pracy |
| 1946-1949         | Jack Lang       | Lang Labor |
| 1949-1958         | Charles Morgan  | Australijska Partia Pracy (1949-1958) niezależny (1958)                                                                                                   |
| 1958-1990         | Tom Uren        | Australijska Partia Pracy |
| 1990-2010         | Laurie Ferguson | Australijska Partia Pracy |
| 2010-2013         | John Murphy     | Australijska Partia Pracy |
| od 2013           | Craig Laundy    | Liberalna Partia Australii |

źródło: 

## Dawne granice

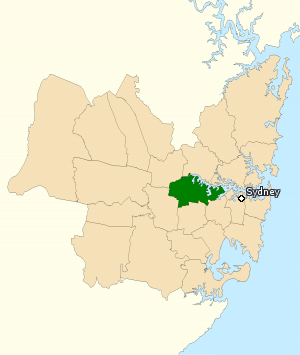
Okręg w granicach z 2010 roku